# Poseidon Linux
Poseidon es una distribución GNU/Linux para uso académico, científico y educativo, influenciada por el Quantian Linux, antes basada en Kurumin Linux y actualmente en Ubuntu. Es desarrollada y mantenida por un equipo de jóvenes científicos de la Fundação Universidade Federal do Rio Grande y del Instituto MARUM, en Alemania.
El nombre se debe al regente de los mares Poseidón de la mitología griega, por la gran cantidad de  oceanografos en el equipo de desarrollo de la distribución.
Contiene muchos programas de software libre, enteramente gratuitos, usado por estudiantes y científicos, tal como el lenguaje de programación Fortran, Kile y Lyx para procesar textos científicos, programas de cálculo numérico, visualización  2D/3D/4D, estadística, y varias herramientas de GIS, mapeo, bioinformática y utilitarios cotidianos como LibreOffice, Mozilla Firefox, paquetes para multimedia, etc.
Debido a su gran aceptación de la comunidad científica de idioma portugués, el proyecto cambió la base a Ubuntu, y ahora viene en un live-DVD donde se pueden elegir uno de varios idiomas para instalarlo, incluso Español, Inglés, Alemán, Francés, Portugués, Griego, Italiano, etc.
Una versión 2.5 fue desarrollada para uso interno antes del lanzamiento de la versión 3.0, inicio de la era con base Ubuntu y ambiente Gnome.
La versión actual es la 4.0 y está basada en el Ubuntu 10.04 con soporte de largo plazo (LTS) de 32 bits y (en breve) de 64 bits. Como se busca la estabilidad y la seguridad a largo plazo, para uso en universidades, institutos y escuelas, el equipo prefiere la versión con soporte de 3 años por parte de Ubuntu-Canonical.
Las actualizaciones de seguridad y de paquetes individuales, que se hacen periódicamente en el Ubuntu, se aplican directamente a Poseidon, por lo que el sistema se mantiene actualizado y funcional, siempre.